# Leander Schreurs
Leander Schreurs (Zwolle, 2 oktober 1985) is een Nederlands wielrenner en ploegleider. In 2009 brak hij zijn been bij een val in de Grote Omloop van de Veenkoloniën, waardoor hij zes weken niet kon koersen. Ook het begin van 2010 verliep stroef door een ontsteking aan zijn knie.
Momenteel rijdt Schreurs op amateurbasis en is hij ploegleider bij Monkey Town-Ruiter Dakkapellen.

## Belangrijkste overwinningen
2008
- 6e etappe Ronde van Burkina Faso

2009
- 8e etappe Ronde van Senegal

2010
- 4e etappe Ronde van Burkina Faso

2012
- 1e etappe Ronde van Burkina Faso
- 3e etappe Ronde van Burkina Faso